# Samuel Imbach
Samuel Imbach (* 12. Juni 1989) ist ein Schweizer ehemaliger Fussballspieler, der u. a. beim SC Kriens in der Challenge League unter Vertrag stand.

## Karriere
Samuel Imbach debütierte in der Saison 2006/07 in der U-21 Mannschaft des FC Luzern in der 1. Liga (dritte Spielklasse), wo er seine ersten Einsätze erhielt. Zur Saison 2008/09 wurde er in die erste Mannschaft hochgezogen und in einem Spiel in der Super League eingesetzt. Bisher schaffte er es nicht sich durchzusetzen und erhielt seit der Saison 2009/10 keine weiteren Einsätze mehr in der Super League. Auf die Saison 2010/11 wurde Samuel Imbach zum SC Kriens transferiert.